# Temporada 2016-2017 del Liceu
La temporada 2016-2017 del Liceu destaca, entre altres coses, per l'estrena absoluta a l'Estat espanyol de l'òpera Quartett, de Luca Francesconi, així com pel retorn d'òperes poc freqüents al teatre com ara Elektra, de Richard Strauss, o La vídua alegre, de Franz Lehár.
La temporada comença tal com va acabar l'anterior, amb una producció de Die Zauberflöte de Mozart que entusiasmava allà on anava, barrejant cantants amb animacions acolorides en una estètica del cinema mut dels anys 20.
Macbeth de Verdi, en una versió del director d'escena Christof Loy, situa l'acció en un espai clàssic atemporal amb tocs surrealistes i dominat per blancs i negres, de gran intensitat dramàtica.
La temporada va continuar amb una reposició de l'aplaudit espectacle de Lluís Pasqual sobre Les noces de Fígaro de Mozart que, ambientat als anys trenta, proposa un treball incisiu amb els actors, tot destacant les trames amoroses de l'obra.
La famosa darrera producció d'Elektra de Strauss del gran i polifacètic director de cinema i teatre Patrice Chéreau (mort el 2013) transcorria en un temps indefinit i perfilava de manera magistral els caràcters i el vessant humà que hi ha darrere la tragèdia d'Elektra.
Werther de Massenet torna al Liceu 25 anys després. El muntatge de Willy Decker havia estat un èxit en diversos teatres i se situava en un expressionisme romàntic amb contrastos de color i formes impossibles que acompanyaven les diferents situacions anímiques de l'obra.
El 22 de febrer es va estrenar Quartett de Luca Francesconi amb el muntatge d'Àlex Ollé (La Fura dels Baus), que va situar l'escenq en una caixa suspesa a l'escenari que representava l'aïllament emocional dels personatges. L'orquestra del Liceu es va combinar amb la música preenregistrada i tractada electrònicament d'una altra orquestra que emetia el so per damunt dels caps de l'audiència. Al cap de dos dies Jordi Savall va portar per primera vegada al Liceu Teuzzone de Antonio Vivaldi després de gairebé tres-cents anys de la seva estrena.
Amb Plácido Domingo en el repartiment, arribà al Liceu una de les obres més representades de Massenet i menys vistes a Barcelona, Thaïs, en la qual el paper principal és de gran dificultat, només accessible a les cantants més virtuoses, en aquest cas Nino Machaidze.
A continuació, debut mundial de Javier Camarena i Antonino Siragusa en el rol del duc de Màntua al Liceu, acompanyats de Carlos Álvarez, Àngel Òdena -que també debuta el rol de Rigoletto- i Leo Nucci, en un Rigoletto de luxe al coliseu barceloní. La producció de Monique Wagemakers fou minimalista però molt complexa tècnicament, amb un vestuari vermell venecià renaixentista que recreava l'intens espectre emocional de Rigoletto.
Albert Dohmen i Egils Silins en el rol de l'holandès i Elena Popovskaya i Anja Kampe com a Senta encapçalaren un repartiment de primer nivell a Der fliegende Holländer de Wagner. Amb una producció del director d'escena i de cinema Philipp Stölzl, que reinterpretava la història i la traslladava a la biblioteca de la mansió de Daland, on la realitat i la ficció s'entrellaçaven a mesura que Senta imagina l'acció llegint el conte de l'holandès errant.
El Liceu va recuperar la celebrada producció de Laurent Pelly de La Fille du régiment de Donizetti, que presentava una crítica social amb gran sentit de l'humor, envoltat de paisatges de gran bellesa plàstica. Un magnífic repartiment encapçalat per Javier Camarena, Sabina Puértolas, Ewa Podles i Simone Alberghini varen interpretar aquesta divertida i fresca òpera de Donizetti.
Segona òpera de Mozart de la temporada, Don Giovanni, amb dos repartiments de primer nivell encapçalats per Mariusz Kwiecien i Carlos Álvarez. Una producció high-tech de Kasper Holten, amb una escenografia amb plataformes i escales impossibles. La psique de Don Giovanni es va reflectir per mitjà d'efectes i projeccions i una excel·lent il·luminació.
L'estrena i totes les funcions de Il trovatore de Verdi foren dedicades a la memòria de Joaquim Molins, expresident de la Fundació del Gran Teatre del Liceu, que havia mort l'anterior 13 de juliol.
Després de 37 anys tornava al Liceu la famosa opereta Die lustige Witwe de Franz Lehár, una de les obres més representades als teatres d'òpera d'arreu del món. El mestre Josep Pons va presentar una selecció de les peces de l'obra en versió concert.

## Òperes representades
| Temporada 2016-2017 del Liceu |                         |                         |                               | | | |                                                                         |
| Òpera                         | Compositor              | Direcció musical        | Direcció d'escena             | Papers principals | Segon repartiment | Producció | Dates                                                                   |
| Die Zauberflöte               | Wolfgang Amadeus Mozart | Antonello Manacorda     | Suzanne Andrade, Barrie Kosky | Maureen Mc Kay, Jussi Myllys, Olga Pudova, Dimitry Ivashchenko, Richard Šveda, Julia Giebel, Johannes Dunz, Mirka Wagner, Theresa Kronthaler, Nadine Weissmann/Helena Köhne, Timothy Richards, Bogdan Talos                                       | Adela Zaharia, Adrian Strooper                                                                                                 | Komische Oper Berlín | 12, 13, 15, 16 i 17 de setembre                                         |
| Macbeth                       | Giuseppe Verdi          | Giampaolo Maria Bisanti | Christof Loy                  | Ludovic Tézier, Vitalij Kowaljow, Martina Serafin, Anna Puche, Saimir Pirgu, Albert Casals, David Sánchez, Marc Canturri | Luca Salsi, Alessandro Guerzoni, Tatiana Serjan                                                                                | Grand Théâtre de Genève | 7, 8, 10, 11, 13, 14, 16, 19, 20, 22 i 23 d'octubre                     |
| Les noces de Fígaro           | Wolfgang Amadeus Mozart | Josep Pons              | Lluís Pasqual                 | Gyula Orendt, Anett Fritsch, Mojca Erdmann, Kyle Ketelsen, Anna Bonitatibus, Maria Riccarda Wesseling, Valeriano Lanchas, José Manuel Zapata, Vicenç Esteve Madrid, Rocío Martínez, Roberto Accurso                                               | Elena Copons, Gemma Coma-Alabert                                                                                               | Gran Teatre del Liceu i Welsh National Opera (Cardiff) | 7, 10, 12, 14, 16, 19 i 20 de novembre                                  |
| Elektra                       | Richard Strauss         | Josep Pons              | Patrice Chéreau               | Waltraud Meier, Evelyn Herlitzius, Adrianne Pieczonka, Thomas Randle, Alan Held, Franz Mazura, Renate Behle, Florian Hoffmann, Mariano Viñuales, Bonita Hyman, Andrea Hill, Silvia Hablowetz, Marie-Eve Munger, Roberta Alexander                 | | Gran Teatre del Liceu, Teatro alla Scala (Milà), Metropolitan Opera House (Nova York), Festival d'Aix-en-Provence, Staatsoper Unter den Linden (Berlín) i Finnish National Opera (Hèlsinki) | 7, 11, 15, 19 i 23 de desembre                                          |
| Werther                       | Jules Massenet          | Alain Altinoglu         | Willy Decker                  | Piotr Beczala, Joan Martín-Royo, Anna Caterina Antonacci, Stefano Palatchi, Antoni Comas, Marc Canturri, Xavier Comorera, Anna Caterina Antonacci, Elena Sancho Pereg, Guisela Zannerini                                                          | Arturo Chacón-Cruz, Josep Bros, Carlos Daza, Ignasi Gomar, Nora Gubisch, Carol García, Elizabeth Maldonado                     | | 15, 17, 18, 19, 23, 24, 25, 27, 28, 29, 31 de gener i 1, 3, 4 de febrer |
| Quartett                      | Luca Francesconi        | Peter Rundel            | Àlex Ollé (La Fura dels Baus) | Robin Adams, Allison Cook | | Teatro alla Scala (Milà) | 22, 26, 27 de febrer i 2, 3 març                                        |
| Teuzzone                      | Antonio Vivaldi         | Jordi Savall            | Versió de concert             | Paolo Lopez, Marta Fumagalli, Sonia Prina, Roberta Mameli, Furio Zanasi, Aurelio Schiavoni, Carlo Allemano | | Le Concert des Nations | 24 i 25 de febrer                                                       |
| Thaïs                         | Jules Massenet          | Patrick Fournillier     | Versió de concert             | Plácido Domingo, Nino Machaidze, Celso Albelo, Sara Blanch, Damián del Castillo, Marc Pujol, Marifé Nogales, María José Suárez, Mercedes Arcuri                                                                                                   | | | 1, 4 de març                                                            |
| Rigoletto                     | Giuseppe Verdi          | Riccardo Frizza         | Monique Wagemakers            | Javier Camarena, Carlos Álvarez, Desirée Rancatore, Ante Jerkunica, Ketevan Kemoklidze, Gemma Coma-Alabert, Gianfranco Montresor, Toni Marsol, Josep Fadó, Xavier Mendoza, Mercedes Gancedo                                                       | Antonino Siragusa, Àngel Òdena, Leo Nucci, María José Moreno, Enrico Iori, Ana Ibarra                                          | Gran Teatre del Liceu i Teatro Real, basada en una producció original de Dutch National Opera                                                                                               | 21, 22, 24, 25, 26, 28, 29, 30 de març i 1, 2, 3, 5, 6 d'abril          |
| Der fliegende Holländer       | Richard Wagner          | Oksana Lyniv            | Philipp Stölzl                | Attila Jun, Elena Popovskaya, Timothy Richards, Itxaro Mentxaka, Mikeldi Atxalandabaso, Albert Dohmen | Anja Kampe, Daniel Kirch, Egils Siliņš                                                                                         | | 2, 6, 10, 14, 18, 22, 26 i 28 de maig                                   |
| La Fille du régiment          | Gaetano Donizetti       | Giuseppe Finzi          | Laurent Pelly                 | Javier Camarena, Sabina Puértolas, Ewa Podles, Bibiana Fernández, Simone Alberghini, Isaac Galán, Carlos Daza, Olivier Decriaud | | Gran Teatre del Liceu (basada en la coproducció original del Metropolitan de Nova York, Covent Garden de Londres i Staatsoper de Viena)                                                     | 16, 19, 21, 24, 27 i 29 de maig                                         |
| Don Giovanni                  | Wolfgang Amadeus Mozart | Josep Pons              | Kasper Holten                 | Mariusz Kwiecień, Eric Halfvarson, Carmela Remigio, Dmitry Korchak, Miah Persson, Simón Orfila, Valeriano Lanchas, Julia Lezhneva | Carlos Álvarez, Mariano Buccino, Vanessa Goikoetxea, Toby Spence, Myrtò Papatanasiu, Anatoli Sivko, Toni Marsol, Rocío Ignacio | Gran Teatre del Liceu, Royal Opera House (Londres), The Israeli Opera (Tel-Aviv) i Houston Grand Opera                                                                                      | 19, 20, 21, 22, 26, 27, 28, 31 de juny i 1, 2 de juliol                 |
| Il trovatore                  | Giuseppe Verdi          | Daniele Callegari       | Joan Anton Rechi              | Artur Ruciński, Kristin Lewis, Marianne Cornetti, Marco Berti, Carlo Colombara, Maria Miró, Albert Casals, Carles Canut | George Petean, Tamara Wilson, Larisa Kostyuk, Piero Pretti, Marco Spotti                                                       | Gran Teatre del Liceu i Ópera de Oviedo | 17, 18, 20, 21, 23, 24, 26, 28 i 29 de juliol                           |
| Die lustige Witwe             | Franz Lehár             | Josep Pons              | Versió de concert             | José Luis Casanova, Vanessa Goikoetxea, Bo Skovhus, Angela Denoke, Ben Bliss, Omar Jara, Emili Rosés, Sung Min Kang, Josep Lluis Moreno, Miquel Rosales, Carmen Jiménez, Maria Such, Olatz Gorrotxategi, Àngels Padró, Mariel Aguilar, Olga Szabó | | | 27 de juliol                                                            |